# Glos-la-Ferrière
Glos-la-Ferrière ist eine Ortschaft und eine ehemalige französische Gemeinde im Département Orne in der Region Normandie. Sie gehörte zum Arrondissement Mortagne-au-Perche und zum Kanton Rai. Die Einwohner werden Glosiens genannt.
Mit Wirkung vom 1. Januar 2016 wurden die bisherigen Gemeinden La Ferté-Frênel, Anceins, Bocquencé, Couvains, Gauville, Glos-la-Ferrière, Heugon, Monnai, Saint-Nicolas-des-Laitiers und Villers-en-Ouche zu einer Commune nouvelle mit dem Namen La Ferté-en-Ouche zusammengeschlossen und haben in der neuen Gemeinde den Status einer Commune déléguée mit 487 Einwohnern (Stand: 1. Januar 2022). Der Verwaltungssitz befindet sich im Ort La Ferté-Frênel.

## Geographie
Glos-la-Ferrière liegt etwa 64 Kilometer nordnordöstlich von Alençon.

## Bevölkerungsentwicklung
| Jahr                      | 1962 | 1968 | 1975 | 1982 | 1990 | 1999 | 2006 | 2013 |
| Einwohner                 | 554  | 525  | 540  | 556  | 567  | 521  | 563  | 544  |
| Quelle: Cassini und INSEE |      |      |      |      |      |      |      |      |

## Sehenswürdigkeiten
- Dolmen, Monument historique
- Kirche Saint-Agnan aus dem 17. Jahrhundert
- Schloss Le Boële mit Taubenschlag, Monument historique

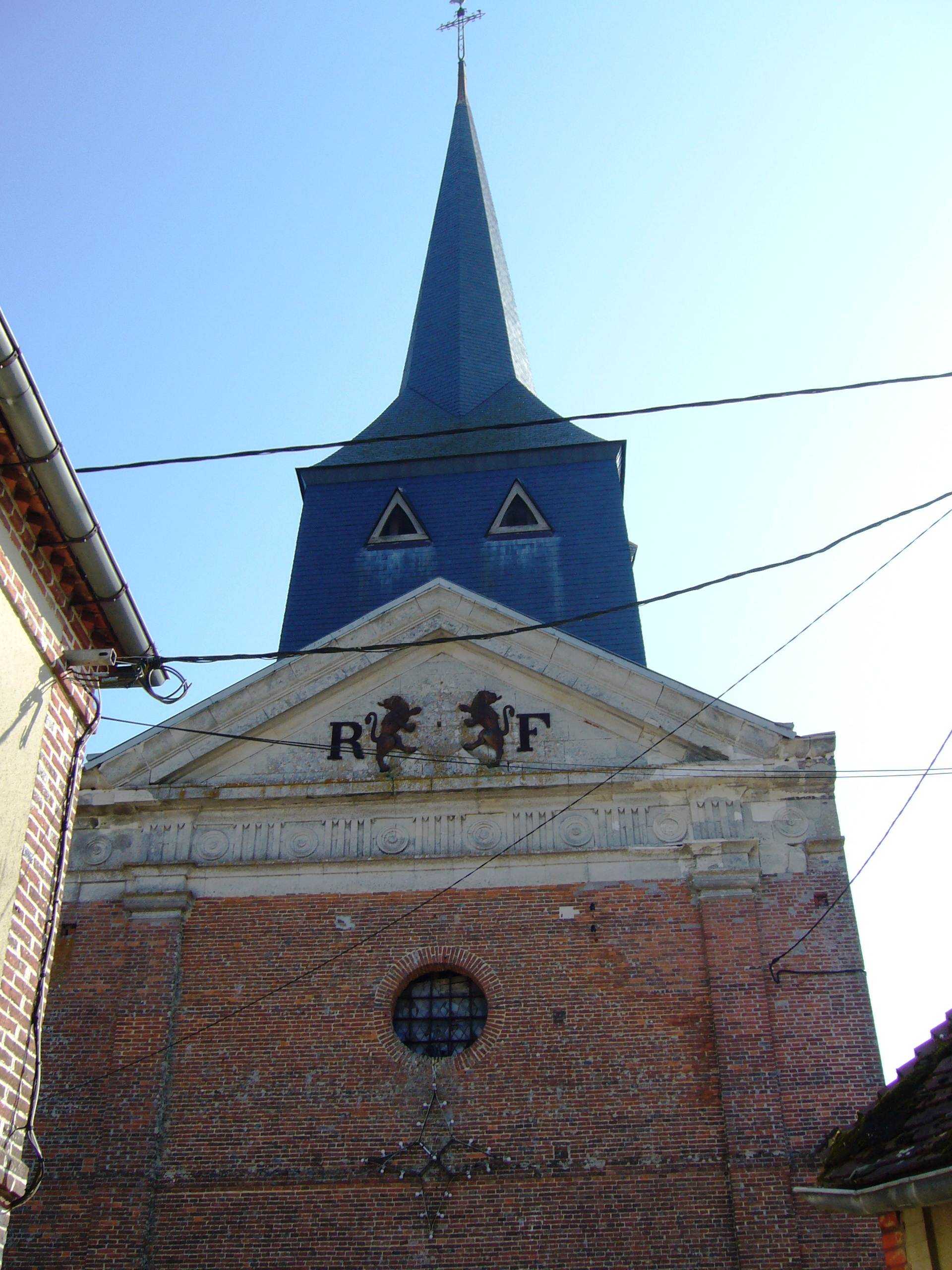
Kirche Saint-Agnan

## Persönlichkeiten
- Paul Cornu (1881–1944), Ingenieur